# Orçay
Orçay település Franciaországban, Loir-et-Cher megyében. Lakosainak száma 216 fő (2022. január 1.). Orçay Nançay, Saint-Laurent, Vierzon, Vouzeron és Theillay községekkel határos.

## Népesség
A település népességének változása:
| Lakosok száma | 177  | 260  | 259  | 239  | 251  | 245  | 235  | 235  | 235  | 216  |
|               | 1968 | 1982 | 1990 | 2006 | 2013 | 2015 | 2017 | 2019 | 2020 | 2022 |